# Антуко
Антуко (исп. Antuco) — посёлок в Чили. Административный центр одноимённой коммуны. Население — 1978 человек (2002). Посёлок и коммуна входит в состав провинции Био-Био и области Био-Био.
Территория коммуны — 1884,1 км². Численность населения — 3840 жителей (2007). Плотность населения — 2,04 чел./км².

## История

### Антуко в «ЭСБЕ»
В конце XIX века «Энциклопедический словарь Брокгауза и Ефрона» так описывал этот населённый пункт на своих страницах:
«Антуко — городок в провинции Биобио в южно-американской республике Чили, в 1875 г. насчитывал 581 ж. Лежит на правом берегу реки Лай, орошающей эту провинцию, в узкой, извилистой долине с мягким климатом и богатой растительностью. В западном углу этой долины поднимается вулкан Антуко высотою в 2735 м. Между всеми проходами, ведущими через Кордильеры из Чили в Аргентину, один лишь проход, пролегающий через А. на высоте 2700 м, удобен для экипажей, но он не обеспечен от нападений индейцев».

## Расположение
Посёлок расположен в 135 км юго-восточнее административного центра области — города Консепсьон и в 62 км восточнее административного центра провинции — города Лос-Анхелес.
Коммуна граничит:
- на севере — с коммуной Пинто
- на востоке — с провинцией Неукен (Аргентина)
- на юге — с коммуной Альто-Биобио
- на юго-западе — с коммуной Санта-Барбара
- на западе — с коммунами Кильеко, Тукапель
- на северо-западе — с коммуной Юнгай

## Демография
Согласно сведениям, собранным в ходе переписи Национальным институтом статистики, население коммуны составляет 3840 человек, из которых 1930 мужчин и 1910 женщин.
Население коммуны составляет 0,19 % от общей численности населения области Био-Био. 45,02 % относится к сельскому населению и 54,98 % — городское население.